# Levantamiento de Unión de 1979
El levantamiento de la isla de Unión del 7 de diciembre de 1979 fue una rebelión armada a pequeña escala que tuvo lugar en la mencionada isla, perteneciente a San Vicente y las Granadinas, dos días después de las elecciones generales de 1979, las primeras celebradas en el país tras la independencia del Reino Unido en octubre.
Sus perpetuadores fueron un grupo armado de ideología rastafari fuertemente influenciados por los ideales de Maurice Bishop, líder del gobierno izquierdista de la vecina isla de Granada, y bajo la conducción desorganizada del líder local Lennox «Bumba» Charles. Aunque el origen del levantamiento y sus objetivos ulteriores permanecieron opacos, se presupone que la intención era forzar la secesión de las islas Granadinas del resto del país para buscar la unificación total del archipiélago con Granada, además de responder a las paupérrimas condiciones económicas en las que vivían los casi 2.000 habitantes de Unión, marginada del resto del país.
Dado que el estado sanvicentino recién constituido carecía de ejército propio, el levantamiento fue sofocado por una intervención conjunta de la policía local y la Fuerza de Defensa de la vecina Barbados, luego de que el primer ministro barbadense Tom Adams respondiera a un llamado de ayuda del primer ministro sanvicentino Milton Cato. Como consecuencia del conflicto, dos soldados y un rebelde murieron mientras que alrededor de cuarenta personas aparentemente inocentes fueron detenidas en forma arbitraria.
Cosmos E. Cozier, miembro del parlamento en representación de las Granadinas, dimitió poco después del levantamiento fallido, desencadenando una elección parcial en junio de 1980. El líder del Nuevo Partido Democrático, James Fitz-Allen Mitchell, logró una victoria aplastante con el 74,89% de los votos sobre el candidato oficialista, Timothy Hazell.

## Antecedentes
Después de prolongadas negociaciones, el 27 de octubre de 1969, el Reino Unido concedió a San Vicente, entonces una colonia del Imperio británico, el estatus de «estado asociado», una fase de autogobierno previa a una transición hacia la independencia total. Algunos grupos en las islas Granadinas cuestionaron la fusión con San Vicente en un mismo estado, prefiriendo una unión con Granada, país independizado en 1974. Asimismo, el gobierno de Milton Cato, del Partido Laborista de San Vicente (elegido en 1974), fue cuestionado por un supuesto abandono de la administración central para con el archipiélago, destacando la isla de Unión, con 2.000 habitantes. Las islas, representadas por un solo escaño en el legislativo, fueron el distrito electoral más esquivo para con los partidos sanvicentinos, imponiéndose el recién creado Nuevo Partido Democrático, encabezado por el granadino James Fitz-Allen Mitchell, quien había llegado a ser premier de la colonia entre 1972 y 1974.
El 11 de marzo de 1979, un golpe de Estado no violento derrocó al gobierno autoritario de Eric Gairy en Granada y lo suplantó por un régimen socialista de partido único liderado por Maurice Bishop, motivando una inmediata reacción de los gobiernos circundantes de Barbados (presidido por Tom Adams) y Trinidad y Tobago (presidido por Eric Williams). La revolución de Granada pudo contribuir a exacerbar las aspiraciones secesionistas de los revolucionarios en las Granadinas, y el descontento contra la administración autónoma de Cato. El 27 de octubre, San Vicente y las Granadinas se independizó formalmente del Reino Unido y Cato asumió como primer ministro del nuevo estado, disolviendo el parlamento y convocando a elecciones para el 5 de diciembre. El grupo revolucionario liderado por Lennox Charles declaró que se alzarían en armas contra el gobierno central si las elecciones no tenían un «buen resultado», y la campaña electoral se consideró violenta y tensa. En última instancia, el Partido Laborista obtuvo un triunfo aplastante en las elecciones con 11 de los 13 escaños, correspondiendo los dos restantes al Nuevo Partido Democrático (uno de ellos en la circunscripción de las Granadinas).

## Levantamiento
El 7 de diciembre, un grupo comandado por Lennox «Bumba» Charles tomó por asalto los edificios gubernamentales en la isla de Unión, así como instalaciones esenciales que incluían la estación de policía, el edificio de la oficina de impuestos/correos, el aeropuerto, la residencia del oficial de distrito y el edificio de la instalación de cable, cortando las comunicaciones con la isla central. De acuerdo con declaraciones posteriores del propio Charles, los rebeldes se guiaron por un principio de «golpe incruento» y no tenían intención de matar a nadie. Temiendo un resultado similar al de Granada, Cato respondió al levantamiento decretando el estado de emergencia, imponiendo un toque de queda en todo el país y emitiendo un comunicado en el que pedía ayuda a los gobiernos de Estados Unidos, Gran Bretaña y Barbados, ya que el país con menos de un mes de independencia carecía de ejército organizado. El Departamento de Estado de los Estados Unidos, si bien recibió el mensaje de Cato, no envió tropas a auxiliar al gobierno. El gobierno barbadense encabezado por Tom Adams, declaró que enviaría tropas a supervisar la actividad policial, pero que no se involucraría en combates directos. Un contingente de 40 hombres bajo el mando de Ruthford Cox (oriundo de Unión), se encargó de retomar el control de la isla. Se procedió al arresto de los rebeldes implicados, muchos de los cuales denunciaron abusos en su contra.